# سارة غويو
سارة غويو (بالفرنسية: Sarah Guyot) هي كاياكيرة فرنسية، ولدت في 16 أبريل 1991 في فان في فرنسا.

## وصلات خارجية
- سارة غويو على موقع الاتحاد الدولي للكانو (الإنجليزية)
- سارة غويو على موقع اللجنة الأولمبية الدولية (الإنجليزية)
- سارة غويو على موقع أوليمبيديا (الإنجليزية)
- سارة غويو على موقع اللجنة الأولمبية الفرنسية (مؤرشف) (الفرنسية)